# Robert Scholz (Pianist)

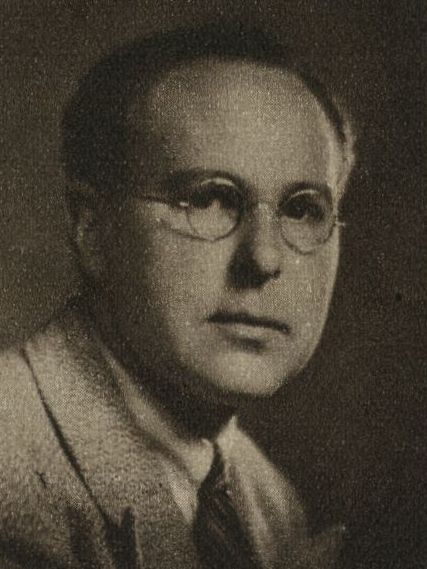
Robert Scholz, um 1937

Robert Scholz (* 16. Oktober 1902 in Steyr; † 11. Oktober 1986 in Taipeh) war ein österreichisch-amerikanischer Pianist, Komponist, Dirigent und Musikpädagoge. 

## Leben
Scholz wuchs in einer musikalischen Familie auf. Seine Mutter Johanna Scholz war eine von Anton Bruckner verehrte Sopranistin, sein älterer Bruder Heinz Scholz Pianist. Im Alter von neunzehn Jahren wurde er Schüler von Friedrich Wührer, zugleich nahm er ein Studium am Mozarteum in Salzburg auf. Er trat in den 1920er und 1930er Jahren in einem von der Kritik hoch gelobten Duo mit seinem Bruder auf und veröffentlichte mit ihm die erste maßgebliche Ausgabe der Klavierwerke Wolfgang Amadeus Mozarts. Als Komponist war er schon mit seinem Erstlingswerk Preludio – Chorale Fughetta Toccato für zwei Klaviere erfolgreich.
1938 wanderte er in die USA aus, wo er als Pianist, Dirigent und Musikpädagoge wirkte und die amerikanische Staatsbürgerschaft erhielt. Das U. S. State Department entsandte ihn 1963 im Rahmen eines kulturellen Austauschprogramms nach Taiwan. Dort lernte er seine Partnerin, die Pianistin Emane Wu, kennen und verbrachte die letzten zwei Jahrzehnte seines Lebens als Komponist, Dirigent, Musikwissenschaftler und Pädagoge an der Nationaluniversität Taipeh.